# Timotes
Timotes (originalmente denominada Santa Lucía de Mucurujún) es un poblado del Estado Mérida en Venezuela capital del Municipio Miranda. Tiene una población de 18 179 habitantes. Se encuentra ubicado al norte del Estado Mérida a 116 km de la ciudad de Mérida.
Timotes se encuentra a una altitud de 2025 m s. n. m. presentando una temperatura promedio anual de 16 °C.

## Historia
El valle que hoy ocupa esta población fue ocupado por los indígenas timotes y cuicas. Luego sería designado por las autoridades coloniales españolas como pueblo de los indios Mucurujún. El 13 de diciembre de 1619 se cambia el nombre a pueblo de encomienda Santa Lucía de Mucurujún. En 1811 es elevado a la categoría de villa. En 1881 con la creación por parte del presidente Antonio Guzmán Blanco del Estado Los Andes se le denomina como ciudad y en 1904 se designa como capital del Distrito Miranda. La Basílica Menor de Santa Lucía fue construida en 1911 y junto con la Casa de la Cultura Don Jesús María Espinoza Becerra y el Museo Arqueológico, uno de los principales lugares visitados por los turistas de la zona.
En el momento de la llegada de los europeos, el área de alta montaña ocupada de los modernos estados venezolanos de Mérida y Trujillo estaba habitada por pueblos con alto desarrollo agrícola que hablaban lenguas de la familia timoto-cuica. Estos pueblos producían maíz, papas y algodón en terrazas agrícolas sobre las laderas de las montañas en los Andes Venezolanos. El cronista Juan de Castellanos (1589) describió algunas de sus costumbres y prácticas religiosas en Elegías de varones ilustres de Indias (Parte II, Elegía III) en su recuento sobre la conquista del área de Trujillo. Los españoles habían penetrado en el área por primera vez en 1548, y la ciudad principal, Mérida había sido fundada en 1558. Según la tradición oral, los Cuicas fueron los pobladores originarios de la región de Trujillo, quienes recibieron pacíficamente a los conquistadores europeos. En contraste, los Timote, asentados en el área del actual estado Mérida, ofrecieron una resistencia más beligerante frente a la colonización.
La localidad de Timotes, enclavada en una zona de tierras fértiles, mantiene una economía predominantemente agrícola, en la que muchos de sus habitantes han dedicado su vida al cultivo de lechuga, cilantro, repollo, papa, cebolla, ajoporro y otras hortalizas andinas, constituyendo un núcleo productivo relevante en el eje montañoso.
La cultura local comparte elementos comunes con otras regiones del país, manteniendo como parte de su gastronomía típica la tradicional arepa con queso acompañada de café, íconos del desayuno venezolano. Además, Timotes se reconoce como un pueblo comercialmente activo y económicamente desarrollado, con dinámicas que integran el sector agrícola con actividades de servicios y comercio regional.

## Clima
| Parámetros climáticos promedio de Timotes | Parámetros climáticos promedio de Timotes | Parámetros climáticos promedio de Timotes | Parámetros climáticos promedio de Timotes | Parámetros climáticos promedio de Timotes | Parámetros climáticos promedio de Timotes | Parámetros climáticos promedio de Timotes | Parámetros climáticos promedio de Timotes | Parámetros climáticos promedio de Timotes | Parámetros climáticos promedio de Timotes | Parámetros climáticos promedio de Timotes | Parámetros climáticos promedio de Timotes | Parámetros climáticos promedio de Timotes | Parámetros climáticos promedio de Timotes |
| Mes                                       | Ene.                                      | Feb.                                      | Mar.                                      | Abr.                                      | May.                                      | Jun.                                      | Jul.                                      | Ago.                                      | Sep.                                      | Oct.                                      | Nov.                                      | Dic.                                      | Anual                                     |
| ----------------------------------------- | ----------------------------------------- | ----------------------------------------- | ----------------------------------------- | ----------------------------------------- | ----------------------------------------- | ----------------------------------------- | ----------------------------------------- | ----------------------------------------- | ----------------------------------------- | ----------------------------------------- | ----------------------------------------- | ----------------------------------------- | ----------------------------------------- |
| Temp. máx. abs. (°C)                      | 14                                        | 17                                        | 18                                        | 16                                        | 19                                        | 15                                        | 18                                        | 15                                        | 17                                        | 18                                        | 15                                        | 11                                        | 19                                        |
| Temp. máx. media (°C)                     | 10                                        | 15                                        | 14                                        | 11                                        | 16                                        | 12                                        | 17                                        | 13                                        | 14                                        | 14                                        | 12                                        | 7                                         | 12.9                                      |
| Temp. media (°C)                          | 8                                         | 11                                        | 10                                        | 9                                         | 13                                        | 10                                        | 12                                        | 10                                        | 11                                        | 11                                        | 9                                         | 4                                         | 9.8                                       |
| Temp. mín. media (°C)                     | 5                                         | 7                                         | 8                                         | 7                                         | 10                                        | 8                                         | 10                                        | 9                                         | 9                                         | 7                                         | 6                                         | 0                                         | 7.2                                       |
| Temp. mín. abs. (°C)                      | 0                                         | 3                                         | 5                                         | 4                                         | 5                                         | 4                                         | 6                                         | 3                                         | 5                                         | 5                                         | 1                                         | -3                                        | -4                                        |
| [cita requerida]                          |                                           |                                           |                                           |                                           |                                           |                                           |                                           |                                           |                                           |                                           |                                           |                                           |                                           |